# Paolo Costella
Paolo Costella (Genova, 19 de fevereiro de 1964) é um roteirista e cineasta italiano.

## Biografia
Ele fez sua estreia no cinema em 1984 como assistente de direção Enrico Oldoini. Em 1996, ele contribui para o script da série Deus vê e provê. No ano seguinte, ele assinou sua primeira direção de televisão ao dirigir juntamente com Oldoini a segunda temporada da série.
Em 1998 ele dirigiu a minissérie A Raimondi Comissário. Em 1999 foi o diretor dos Todos os homens deficiente, com a narração da Banda Respondeu que, com este filme fez sua estreia no cinema. Em 2001 ele dirigiu com Laura Betti o documentário Pier Paolo Pasolini e a razão de um sonho.
Em 2010 ele dirigiu a série de televisão Irmãos bem-vindo e o filme Um Natal com meu esposo, ambos com Massimo Boldi.

## Filmografia
Fonte: IMDb

### Escritor
| - 2018 The First Day of My Life (screenplay) (pre-production) - 2018 A Casa Tutti Bene (filming) - 2018 Le jeu (film "Perfetti sconosciuti") (filming) - 2017 Perfectos desconocidos (based on the movie written by) (completed) - 2016 Un Natale al Sud - 2016 Perfect Strangers (screenplay) - 2015 Matrimonio al Sud (story, screenplay) - 2013 Astrolabe (Short) (writer) - 2012 Natale a 4 zampe (TV Movie) - 2011 Baciato dalla fortuna (screenplay) - 2010 A Natale mi sposo (story and screenplay) - 2010 Fratelli Benvenuti (TV Series) | - 2009 Un coccodrillo per amico (TV Movie) (screenplay) - 2008 La fidanzata di papà (writer) - 1999 L'amore era una cosa meravigliosa (Short) (writer) - 1999 Tutti gli uomini del deficiente (writer) - 1998 Tutti gli uomini sono uguali (TV Mini-Series) (writer - 1 episode) - - Episode dated 14 October 1998 (1998) ... (writer) - 1996 Dio vede e provvede (TV Series) - 1995 I Love Ornella Muti (Documentary) - 1992 Ricky & Barabba - 1991 A Carne - 1988 Bye Bye Baby (writer) - 1987 Bellifreschi |

### Diretor
| - 2015 Matrimonio al Sud - 2013 Astrolabe (Short) - 2012 Natale a 4 zampe (TV Movie) - 2011 Baciato dalla fortuna - 2010 A Natale mi sposo - 2010 Fratelli Benvenuti (TV Series) - 2005 La libertà di Jaana | - 2002 Pier Paolo Pasolini e la ragione di un sogno (Documentary) (co-director) - 2002 Amore con la S maiuscola - 1999 L'amore era una cosa meravigliosa (Short) - 1999 Tutti gli uomini del deficiente - 1999 Il commissario Raimondi (TV Movie) - 1996 Dio vede e provvede (TV Series) - 1995 I Love Ornella Muti (Documentary) |

### Diretor assistente
| - 1996 Dio vede e provvede (TV Series) (assistant director) - 1994 Miracolo italiano (assistant director) - 1992 Ricky & Barabba (assistant director) - 1991 Vacanze di Natale '91 (assistant director) - 1991 Il conte Max (first assistant director) - 1991 A Carne (assistant director) | - 1991 A Casa do Sorriso (assistant director) - 1991 Faccione (assistant director) - 1988 Taste of Life (assistant director) - 1988 Bye Bye Baby (assistant director) - 1987 Bellifreschi (assistant director) - 1984 I due carabinieri (second assistant director) |